# 34525 Paszkowski
34525 Paszkowski è un asteroide della fascia principale. Scoperto nel 2000, presenta un'orbita caratterizzata da un semiasse maggiore pari a 2,4094688 au e da un'eccentricità di 0,1618846, inclinata di 2,42969° rispetto all'eclittica.